# Кит Флинт
Кит Чарлс Флинт (енгл. Keith Charles Flint; Редбриџ, 17. септембар 1969 — Данмоу, 4. март 2019) био је енглески певач и плесач, члан бенда Продиџи и певач сопственог бенда Флинт.

## Каријера
Крајем осамдесетих година упознао је ди-џеја Лијама Хаулета за кога је урадио неколико миксева. Лијаму и Лироју Торнхилу се свидела његова музика, па су га питали да им се придружи, па је тако и настао Продиџи. У почетку, Кит је био само играч, али је 1996. године био певач на хит синглу Firestarter. На наредном спот-синглу Breathe, Флинт је поново био у центру пажње. На албуму The Fat of the Land из 1997. године певао је на неколико песама. Године 2002. изашао је сингл Baby's Got a Temper, који је веома био под утицајем Флинтовог панк стила, што је касније довело до тога да се Хаулет делимично одрекне од песме као дела Продиџија. На следећем Продиџијевом албуму, Always Outnumbered, Never Outgunned из 2004. године, Флинт није учествовао, али је певао на неким песмама на живим наступима.
Флинт је експериментисао и са неколико споредних пројеката, укључујући бендове Flint и Clever Brains Frying.
Флинта је лако препознати по упадљивој, панк одећи, шминки и фризури са две чирокане, често различите боје. Касније је његов изглед нешто умеренији. Његов стил певања подсећа на панк певање слично групи Sex Pistols.
Обесио се 4. марта 2019. у свом дому у Данмоу у Есексу.